# امیل اوژیه
امیل اوژیه (به فرانسوی: Émile Augier) شاعر و نمایش‌نامه نویس قرن نوزدهم میلادی اهل فرانسه است.